# Al Wohoosh
Al Wohoosh (in arabo الوحوش‎?) è una comunità dell'Emirato di Dubai, negli Emirati Arabi Uniti. Amministrativamente fa parte del Settore 7 e si trova nella zona orientale di Dubai.

## Territorio
Il territorio della comunità occupa una superficie di 25,4 km² che si sviluppa in un'area non urbana nella zona nord-orientale di Dubai,  al confine con l'Emirato di Sharjah.
L'area è delimitata a nord dalla comunità di Al Awir, a est dalla municipalità di Sharja, a sud dalle comunità di Al Meryal e Lehbab, e ad ovest dalla comunità di Enkhali.
Il territorio di Al Wohoosh è totalmente desertico e, fatta eccezione per qualche sperduta fattoria per produzioni agricole e/o allevamenti di cavalli e cammelli, privo di insediamenti abitati con continuità.
Il nome arabo della comunità الوحوش  tradotto letteralmente significa "i mostri", questo nome deriva dal fatto che nei tempi passati l'area era nota per la presenza di animali predatori.
Una gran parte del territorio della comunità è occupato dalla Riserva di conservazione del deserto di Al Wohoosh, un'area protetta istituita nel 2014. Qui sono presenti diversi safari camp gestiti da tour operator autorizzati che offrono ai turisti esperienze di vita nel deserto.
Il clima della regione è caldo e arido. Le temperature minime non scendono mai al di sotto dei 10°C e le massime possono superare i 42°C nei mesi più caldi. Le precipitazioni sono scarse. Nei mesi più piovosi di febbraio e marzo si hanno in media 32-40 mm, mentre nei mesi più asciutti da giugno a ottobre, si hanno solo una media di 2-7 mm per mese.
La comunità non è servita da mezzi pubblici e la strada significativa più vicina alla zona è la Nazwa Road (S 149) che scorre a poche centinaia di metri dal confine orientale della comunità nel territorio dell'Emirato di Sharjah. Nel territorio di Dubai la strada importante più vicina è la Dubai-Hatta Road (E 44) che dista circa 10 km da Al Wohoosh.